# Гродненський державний медичний університет
Гродненський державний медичний університет (ГрДМУ) (біл. Гродзенскі дзяржаўны медыцынскі універсітэт (ГДМУ)) — вищий медичний навчальний заклад р. Гродно,  Республіки Білорусь.

## Історія
ГрДМУ є історичним правонаступником Гродненської медичної академії (1775—1781 рр.). 9 серпня 1958 р. рішенням Ради Міністрів БРСР було прийнято рішення про відкриття Гродненського медичного інституту. Із самого початку існував тільки лікувальний факультет. Пізніше, в 1970 р. було відкрито підготовче відділення, в 1979 р. — педіатричний факультет. У 1991 р. вперше в Білорусі організовано відділення медичних сестер з вищою освітою, а в 1995 р. організовано факультет іноземних студентів. У 1993 р. вперше в Білорусі при ГрДМІ відкрито медико-психологічний факультет.
У 2000 р. ГрДМІ присвоєно статус університету.

## Сучасний стан
Гродненський державний медичний університет налічує 45 кафедр, має 4 навчальних корпуси, 4 студентські гуртожитки, 2 спортивні зали, наукову бібліотеку.
Нині[коли?] в ГрГМУ працюють:
- Центральна науково-дослідна лабораторія
- Лабораторії з вивчення газотранспортної функції крові
- Вивчення епідеміології, діагностики та лікування наркоманії і алкоголізму
- З діагностики та лікування аритмії серця
- Республіканський гепатологічний центр
- Комп'ютерно-інформаційний центр.

За роки діяльності у виші функціонувало чотири ради з захисту дисертацій:
- К 03.17.01 за спеціальностями 14.00.10 — інфекційні хвороби, 14.00.07 — гігієна, 03.00.07 — мікробіологія;
- Д 03.17.01 за спеціальностями 14.00.15 — патологічна анатомія, 14.00.27 — хірургія;
- К 03.17.02 за спеціальностями 14.00.01 — акушерство та гінекологія, 14.00.06 — кардіологія, 14.00.09 — педіатрія;
- К 03.17.03 за спеціальностями 14.00.13 — нервові хвороби, 14.00.18 — психіатрія, 19.00.04 — медична психологія.

Нині[коли?] діє Рада із захисту докторських дисертацій Д 03.17.01 за спеціальностями 14.00.27 — хірургія та 14.00.02 — анатомія людини.

### Факультети
- Лікувальний факультет
- Педіатричний факультет
- Медико-психологічний факультет
- Медико-діагностичний факультет
- Факультет іноземних учнів
- Підготовче відділення